# Fojtova Kraš
Fojtova Kraš (niem. Voigts-Krosse, Voigtskrosse, Vogtsgrosse) – wieś, część gminy Velká Kraš, położona w kraju ołomunieckim, w powiecie Jesionik, w Czechach.